# Дуйсенов, Есен Дуйсенович
Есен Дуйсенович Дуйсенов (каз. Есен Дүйсенұлы Дүйсенов) (1911—1983) — казахстанский советский государственный деятель в сфере железнодорожного транспорта, председатель городского совета Алма-Аты (1960—1975).

## Биография
Родился в ноябре 1911 года в селе Женис (ныне — Сузакский район Туркестанской области). В пять лет остался сиротой и воспитывался у дяди.
В 1924–1928 годах находился в детском доме в городе Туркестан.

### Образование
С 1928 года обучался в лесном техникуме, а затем на подготовительном отделении водного хозяйства в Ташкенте. В 1932–1937 годах учился на эксплуатационном факультете Ташкентского института инженеров железнодорожного транспорта.

### Железнодорожник
По окончании института Есен Дуйсенов работал начальником технического отдела Джамбульского отделения движения, старшим инженером службы движения в Управлении дороги, инженером станции. В 1940 году его назначили на самостоятельную работу начальником довольно крупной для Турксиба участковой станции Чу, а через три года повысили до заместителя начальника Алма-Атинского отделения движения.
В сентябре 1946 года было принято постановление Совета Министров СССР «Об организации отделений дороги как самостоятельных структур железнодорожного транспорта на полном хозяйственном расчёте», согласно которому отделения дороги наделялись правом юридического лица со своим балансом. В то же время Есена Дуйсенова назначили на должность начальника Алма-Атинского отделения движения. Он сформировал новую структуру отделения, устойчиво выполнял задания по перевозкам и в 1948 году был назначен на должность заместителя начальника Карагандинской железной дороги. Согласно характеристике начальника дороги Елагина, приложенной к представлению на награждение Есена Дуйсенова медалью «За трудовое отличие»:
Имеет большой опыт низовой эксплуатационной работы. За период работы на руководящих должностях приобрёл достаточный опыт административно-хозяйственной работы, который непосредственно передаёт низовым подчинённым командирам. Повседневно оказывает практическую помощь руководимым им службам…
Есена Дуйсенова как перспективного руководителя в 1951 году направили в Академию железнодорожного транспорта Министерства путей обороны. Однако после его обучения вместо повышения он был назначен начальником Матайского отделения Туркестано-Сибирской дороги, а в 1955 году его перевели начальником Алма-Атинского отделения дороги и уже через полгода коллектив отделения был удостоен переходящего Красного знамени Министерства путей сообщения и Центрального комитета профсоюза отрасли.
После этих успехов Есена Дуйсенова назначили заведующим отделом транспорта и связи Центрального Комитета Компартии Казахской ССР. На этом посту он столкнулся с тем, что большая часть железных дорог Казахстана подчинялись руководствам соседних республик, в связи с чем он предложил руководству Казахской ССР создать единую Казахскую железную дорогу с центром управления в Алма-Ате, которая была создана 13 июня 1958 года. Начальником дороги был назначен И. А. Задорожный, а его заместителем — Есен Дуйсенов.

### Глава горсовета Алма-Аты
Есен Дуйсенов проработал в руководстве Казахской железной дороги недолго — через два года по инициативе первого секретаря ЦК Компартии Казахской ССР Д. А. Кунаева он был назначен председателем городского совета столицы республики — Алма-Аты. На этом посту Есен Дуйсенович Дуйсенов проработал 15 лет.
За время его пребывания на этом посту по его инициативе и при участии было развёрнуто масштабное строительство, строились микрорайоны. В эти годы были сформированы важнейшие архитектурные ансамбли город, центральная часть города, где расположились основные общественные здания: гостиницы «Алма-Ата» и «Казахстан», театр драмы имени М. Ю. Лермонтова, 11-этажный дом Советов, Республиканская библиотека имени А. С. Пушкина. Также были построены Дворец спорта, Дворец имени В. И. Ленина, цирк, автовокзал «Саяхат», спортивные комплексы «Медео» и Чимбулак и многие другие ключевые здания города. Будучи железнодорожником по специальности, Есен Дуйсенов добился открытия в Алма-Ате филиала Ташкентского института инженеров железнодорожного транспорта (сейчас Казахская академия транспорта и коммуникаций имени М. Тынышпаева).
Скончался в марте 1984 года в Алма-Ате, похоронен на Кенсайском кладбище.